# Zöld Lámpás (film)
A Zöld Lámpás (eredeti cím: Green Lantern) 2011-es amerikai szuperhősfilm, amelyet Martin Campbell rendezett. A film a DC Comics ugyanilyen nevű karakterén alapul. A főszerepben Ryan Reynolds, Blake Lively, Peter Sarsgaard, Mark Strong, Angela Bassett és Tim Robbins látható.
A filmet az Amerikai Egyesült Államokban 2011. június 17-én mutatták be, Magyarországon augusztus 11-én jelent meg. A film bevételi szempontból alulteljesített; 219 millió dolláros bevételt ért el a 200 millió dolláros gyártási költségvetéssel szemben.

## Cselekmény
A film főszereplője Hal Jordan tesztpilóta, akit a Green Lantern Corps nevű intergalaktikus rendőrség tagjává választanak. Kap egy gyűrűt, amely szupererőt ad neki, így Zöld Lámpássá változik. Most meg kell küzdenie Parallax-szal, aki el akarja pusztítani a Földet.

## Szereplők
- Ryan Reynolds: Hal Jordan / Zöld Lámpás[3]
  - Gattlin Griffith: fiatal Jordan[4]
- Blake Lively: Carol Ferris
  - Jenna Craig: fiatal Ferris[5]
- Peter Sarsgaard: Hector Hammond
  - Kennon Kepper: fiatal Hammond
- Mark Strong: Thaal Sinestro
- Angela Bassett: Amanda Waller
- Tim Robbins: Robert Hammond
- Temuera Morrison: Abin Sur
- Geoffrey Rush: Tomar-Re hangja
- Michael Clarke Duncan: Kilowog hangja
- Taika Waititi: Thomas Kalmaku
- Clancy Brown: Parallax hangja

## Fogadtatás
A film összességében negatív kritikákat kapott. A Rotten Tomatoes oldalán 26%-ot ért el 241 kritika alapján, és 4.64 pontot szerzett a tízből. A Metacritic oldalán 39 pontot szerzett a százból, 39 kritika alapján. A CinemaScore oldalán átlagos minősítést kapott.
A Variety kritikusa, Justin Chang kritikája vegyes volt, míg a The New York Times kritikusa, Manohla Dargis kijelentette, hogy a "Zöld Lámpás rossz", annak ellenére, hogy a színészi játékról kedvezően nyilatkozott. Az Associated Press kritikusa, Christy Lemire "unalmasnak" nevezte, illetve kritizálta a párbeszédet és a speciális effekteket is.